# 블라드 다스컬루
블라드 다스컬루(루마니아어: Vlad Dascălu, 1997년 12월 17일~)는 루마니아의 사이클 선수이다. 주 종목은 산악자전거로 2020년 하계 올림픽에 루마니아 국가대표로 참가했다.

## 기록

### 올림픽
- 2020: 7위

### 세계 선수권 대회
- 2020: 11위
- 2021: 4위
- 2022: 16위

### 유러피언 게임
- 2023:  금메달

### 유럽 선수권 대회
- 2020: 11위